# Andrés Posada Arango
Pour les articles homonymes, voir Arango.
Andrés Posada Arango, né le 11 février 1839 à Medellín et mort le 13 mars 1923 dans la même ville, était un médecin, scientifique, naturaliste et historien colombien.